# جورج تاي
جورج تاي هو مصرفي ورائد أعمال فلبيني، ولد في 18 أكتوبر 1932 في هونغ كونغ في الصين، وتوفي في 23 نوفمبر 2018 بسبب سرطان البنكرياس.